# みさわ大福
みさわ大福（みさわだいふく、1986年7月1日 - ）は、ASH&Dコーポレーションに所属していたピン芸人。本名、三澤 良太（みさわ りょうた）。

## 来歴
- 埼玉大学在学時から学生芸人として、活動を開始する。なお、この当時の芸名は「美沢良太」[2]。
- 主に、ギターを用いた歌ネタのコントをおこなう。
- 歌ネタ王決定戦2014決勝進出[3]。
- 2011年5月より、ASH&Dコーポレーション主催「東京コントメン」の新人コーナー「新人コントメン」に出演していた。
- 長期間にわたるASH&D事務所ライブへの出演、そして歌ネタ王決定戦決勝進出といった活躍が認められ、2014年12月25日に出演した同事務所主催「ASH&D ONE NIGHT MUSIC LIVE」の打ち上げの席にて事務所所属が決定した[4]。なお、デビュー当初の芸名は「大福」（だいふく）。
- R-1グランプリ2016準決勝進出[5]。
- 2017年2月2日開催のASH&Dコーポレーション主催イベント『ASH&REPORT6～アッシュ芸人近況報告会～』において、「みさわ大福」に改名[6]。
- 2018年10月末で事務所との契約を解除し、芸人を引退[7]。

## 人物
- 栃木県下都賀郡岩舟町（現・栃木市）出身。身長178cm、体重90kg。
- 栃木県立栃木高等学校卒業[8]。埼玉大学教育学部卒業。埼玉大学大学院教育学研究科教科教育専攻国語教育専修修士課程修了。中学校教諭専修免許状（国語）の資格を持つ[9]。
- 趣味は卓球、自己啓発書を読むこと[9]。
- 「爆笑オンエアバトル」（NHK総合）を好んで良く見ていた。この番組で視たラーメンズに影響されて「小林賢太郎さんみたいになりたい」と思ったことが、芸人になるきっかけの一つともなった[8]。
- 大学生になるまでカラオケに行ったことが無かったが、大学入学してすぐの4月の親睦会のような会でカラオケに行って歌った時に「見直したよ」と言われてこの一言がすごく心に残り、これが歌ネタを始めるきっかけともなった。なお、ギター演奏は独学によるもので、本当は演奏が下手とのこと[8]。
- 2014年6月19日放送の「TWEET LOVE～彼女の恋人を選ぶのは…アナタ！？～」（日本テレビ）に、本名の三澤良太名義で出演。見事、矢吹春奈の彼氏候補に選ばれ電話番号を渡す[10][1]。
- ASH&Dコーポレーションの先輩であるTHE GEESEに憧れて、同事務所のオーディションを受けていた。
- 大竹まことの番組に出演し、収録後ラジオ局内で歌ネタを披露した際、たまたま別番組の打合せに来ていた歌手・杏里がその歌声に感動し、「私のライブに来てください」声をかけてきて、実際に大福が杏里のライブに出演したというエピソードがある[11]。

## 出演

### テレビ
- カイブツ（日本テレビ、2007年11月4日）- 学生芸人「美沢良太」時代の出演
- 日本の新しい笑い2012（日本テレビ、2012年1月）
- お笑い頂上決戦 1・3・5!（NHK総合、2013年5月3日）
- オンバト+（NHK総合、2013年6月8日）戦績0勝1敗 最高301KB
- TWEET LOVE～彼女の恋人を選ぶのは…アナタ！？～（日本テレビ、2014年6月19日） - 本名・三澤良太名義での出演。
- 歌ネタ王決定戦2014（MBS、2014年9月3日）
- 痛快!明石家電視台（MBS、2014年9月16日）
- ウチのガヤがすみません!（日本テレビ、2015年6月7日、レギュラー放送化後は2017年4月11日初出演以後不定期出演）
- こそこそチャップリン（テレビ東京）
- ゴッドタン（テレビ東京、2017年4月2日）
- あらびき団夏祭り2017（TBS、2017年7月13日）

### ラジオ
- マイナビ Laughter Night（TBSラジオ）

### 舞台
- ミュージカル「監獄学園」PRISON SCHOOL（2018年1月31日 - 2月4日、中野ザ･ポケット） - アンドレ 役